# Sabulodes setosa
Sabulodes setosa är en fjärilsart som beskrevs av Frederick H. Rindge 1978. Sabulodes setosa ingår i släktet Sabulodes och familjen mätare. Inga underarter finns listade.